# Arisaema ehimense
Arisaema ehimense är en kallaväxtart som beskrevs av Jin Murata och J.Ohno. Arisaema ehimense ingår i släktet Arisaema och familjen kallaväxter. Inga underarter finns listade.